# Шигирданське сільське поселення
Шигирда́нське сільське поселення (рос. Шыгырданское сельское поселение) — муніципальне утворення у складі Батиревського району Чувашії, Росія. Адміністративний центр — село Шигирдан.

## Населення
Населення — 5714 осіб (2019, 5801 у 2010, 5430 у 2002).

## Склад
До складу поселення входять такі населені пункти:
| Населений пункт      | Населення, осіб (2002) | Населення, осіб (2010) |
| -------------------- | ---------------------- | ---------------------- |
| Кзил-Комиш, присілок | 371                    | 383                    |
| Шигирдан, село       | 5059                   | 5418                   |